# Enoplognatha turkestanica
Enoplognatha turkestanica är en spindelart som beskrevs av Dmitry Evstratievich Kharitonov 1946. Enoplognatha turkestanica ingår i släktet Enoplognatha och familjen klotspindlar. Inga underarter finns listade i Catalogue of Life.